# Topographia Austriae superioris modernae

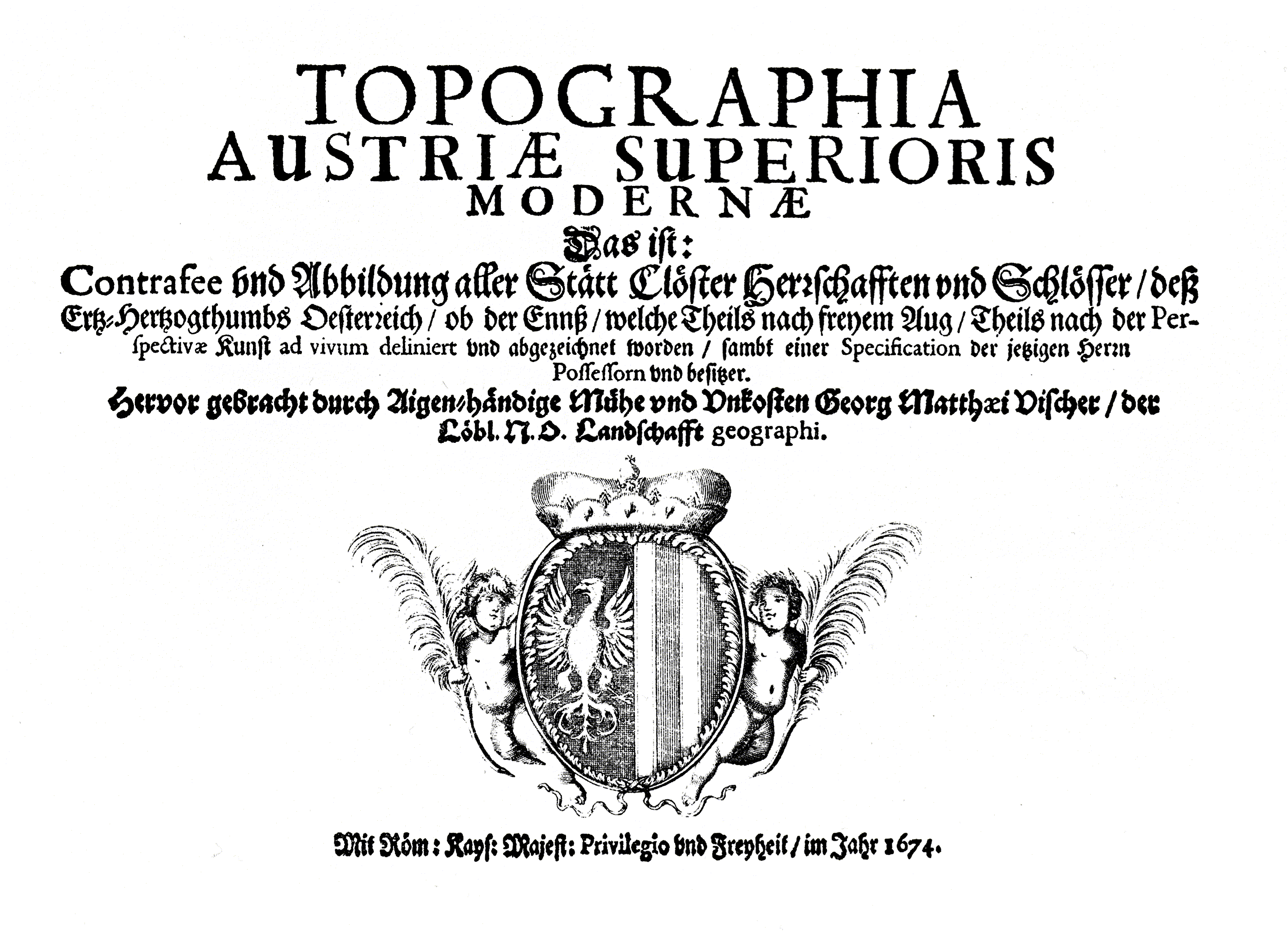
Titelblatt mit oberösterreichischem Wappen

Die Topographia Austriae superioris modernae ist eine 1674 erschienene Sammlung von 222 in Kupfer gestochenen Ansichten (Topografien) von damals zu Oberösterreich gehörenden Städten, Klöstern, Herrschaften und Schlössern. Autor ist Georg Matthäus Vischer. Nach dem Titelblatt folgen ein kaiserliches Privilegium und ein Inhaltsverzeichnis (Zahl und Ordnung).

## Geschichte

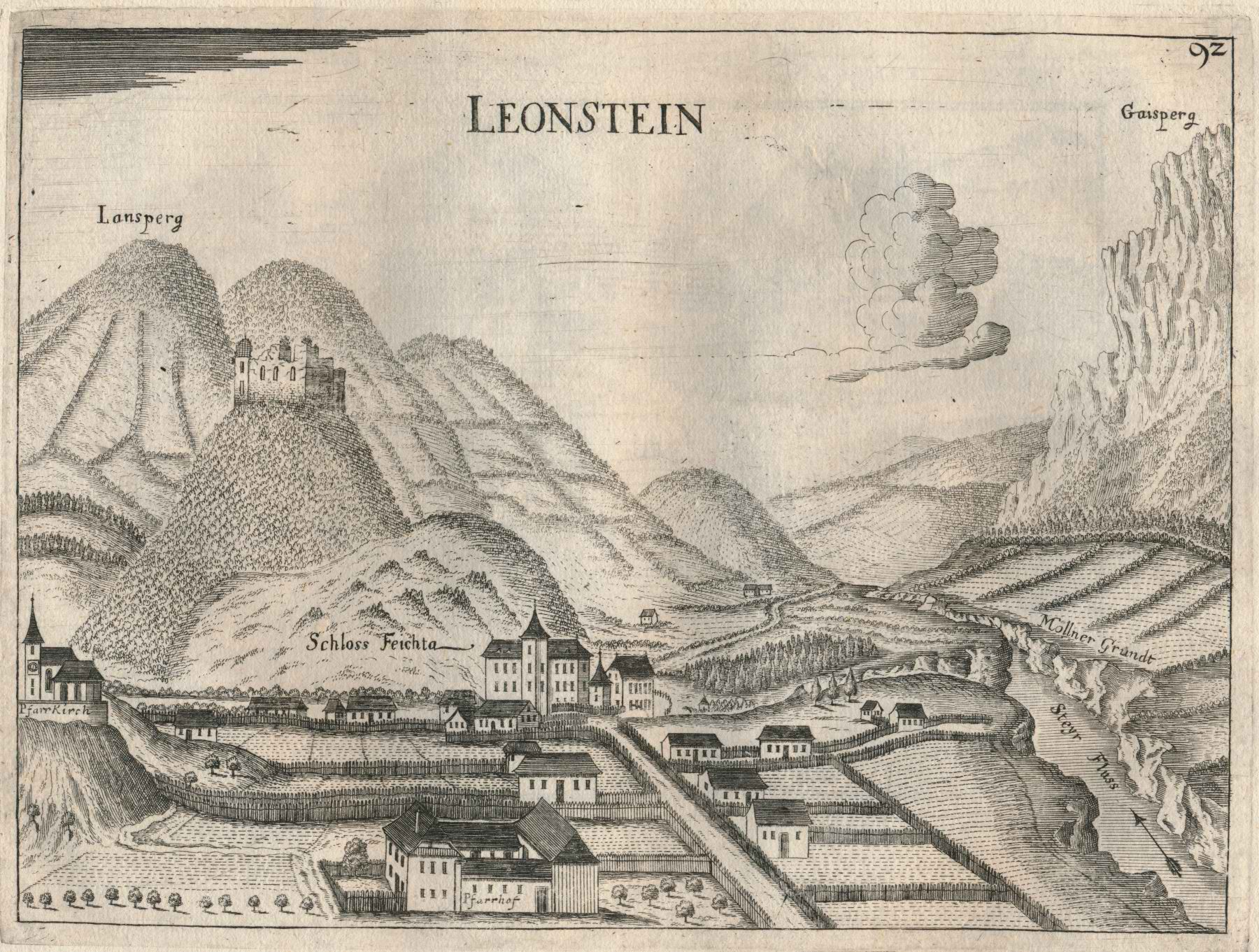
Ansicht von Leonstein mit Schloss, Burgruine und Pfarrkirche (ganz links). Die Landschaftsformen sind allerdings vereinfacht bis verzerrt wiedergegeben

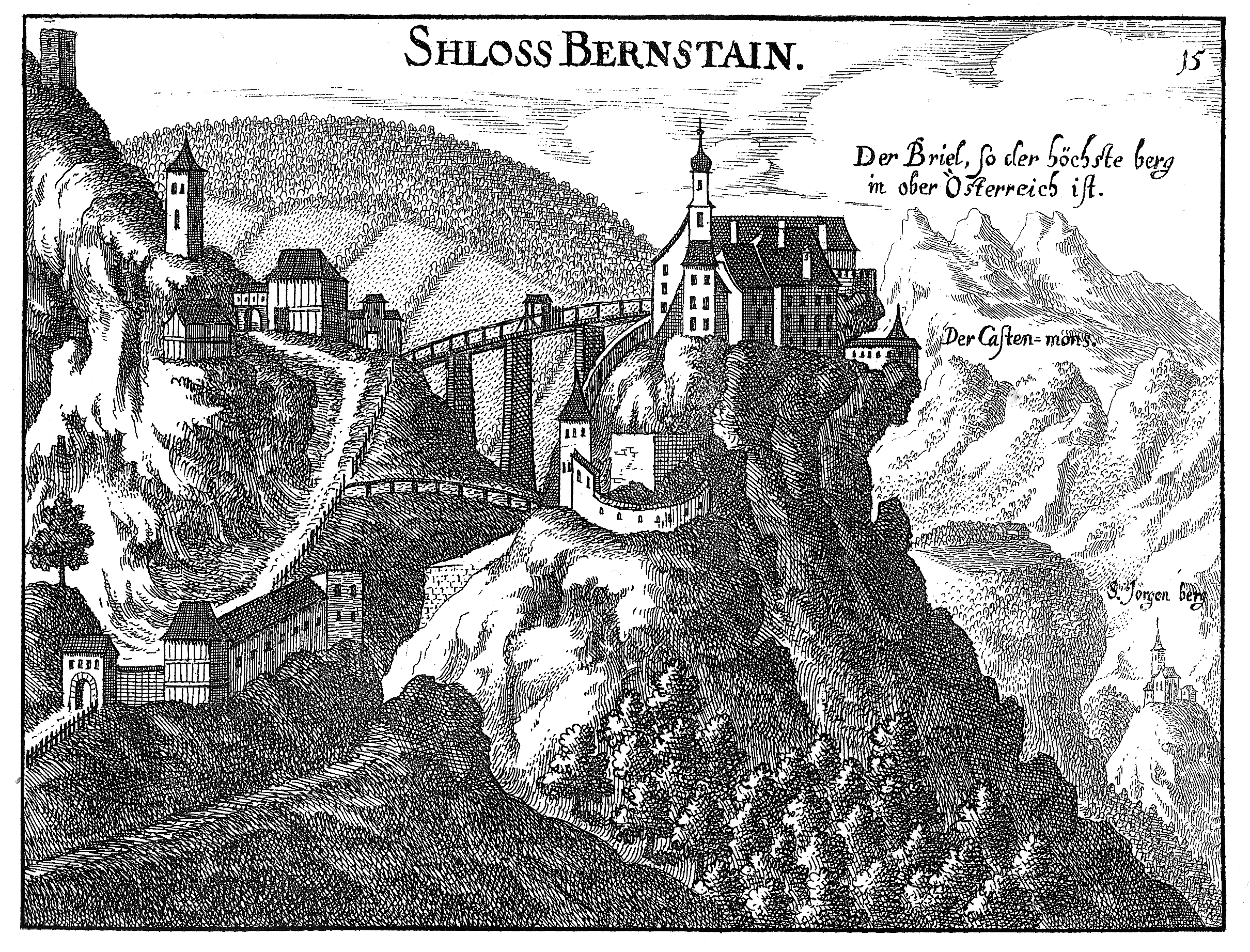
Die Burg Altpernstein, rechts im Hintergrund der Priel

Im Jahr 1667 hatte Vischer mit den Ständen des Erzherzogtums Österreich ob der Enns  (historischer Name Oberösterreichs) einen Vertrag für eine Landeskarte abgeschlossen. Diese Archiducatus Austriae Superioris Descriptio facta Anno 1667 erschien 1669 und blieb über hundert Jahre das maßgebliche Kartenwerk, noch 1808 erschien eine aktualisierte Ausgabe. Gleichzeitig arbeitete Vischer an Ansichten oberösterreichischer Städte, Klöster, Herrschaften und Schlösser. In Leonstein (heute zu Grünburg) hatte Vischer eine Pfarrstelle inne und erhielt die Genehmigungen des Passauer Ordinariats und Graf Georgs von Salburg einen Aushilfspfarrer zu beschäftigen. Außerdem gewährten ihm die obderennsischen Stände sich frei im Land zu bewegen. Ende 1668 verlor er allerdings seine Pfarrstelle und geriet in eine angespannte finanzielle Situation, außerdem war das Interesse an Ansichten geringer als an Karten. Dazu kamen wirtschaftliche Krisen und Bedrohungen durch Türken, so erschien die Topographia Austriae superioris modernae erst verspätet 1674 nach einer niederösterreichischen Topografie Vischers. Die originalen Kupferplatten gingen in den Besitz der obderennsischen Stände über und befinden sich heute im Oberösterreichischen Landesarchiv.

## Auflagen
Gestochen wurden die Zeichnungen zwischen 1669 und 1674 in Augsburg in verschiedenen Werkstätten mit unterschiedlicher Qualität, auch übernahm Vischer einige der Stiche aus Matthäus Merians Topographia Provinciarum Austriacarum. Seinen Auftraggebern lieferte er 150 Exemplare zu je 5 Gulden, genauso viele dürfte er für anderswertigen Verkauf bestimmt haben. 1677 erschien eine zweite Auflage mit geringfügigen Änderungen und 1709 eine aktualisierte Version mit berücksichtigten Besitzwechseln der Herrschaften. Aus den Jahren 1826 und 1832 stammen Linzer Nachdrucke nach dem originalen Kupferplatten. Im Jahr 2005 erschien im Wiener Archiv Verlag eine Reprintausgabe.

## Besonderheiten
Wichtig war Vischer die korrekte Wiedergabe der Bauwerke. Landschaften wie Flüsse, Seen, Berge, Wälder etc. erscheinen dagegen oft verzerrt und perspektivisch falsch. Ungewöhnlich ist, dass den Ansichten keine Beschreibungen beigegeben sind, dies vielleicht um Fehler zu vermeiden.